# Mosoca–Chazal
Mosoca–Chazal, Eurocar–Mosoca–Galli oder Mosoca–Galli–Eurocar war ein schweizerisches Radsportteam, das von 1989 bis 1991 bestand.

## Geschichte
Das Team wurde von Domenico Cavallo gegründet. Im ersten Jahr konnte es neben den beiden Siegen den dritten Platz bei der Tour d’Armorique, sechste Plätze beim Giro di Calabria  und bei der Luxemburg-Rundfahrt, Platz 7 bei der Tour de Suisse sowie achte Plätze beim E3-Prijs Harelbeke und Firenze–Pistoia erreichen. 1990 wurden ein vierter Platz beim Grand Prix du Muguet und siebte Plätze beim Grossen Preis des Kantons Aargau und beim A Travers le Morbihan erwirkt. 1991 konnten Platz 5 beim Grand Prix Midi Libre, sechste Plätze beim Grossen Preis des Kantons Aargau und beim Circuit Cycliste Sarthe sowie Platz 8 bei Rund um Köln und Platz 12 bei der Tour de Suisse erzielt werden. Das Team löste sich am Ende der Saison 1991 auf.

## Erfolge
1989
- eine Etappe Luxemburg-Rundfahrt
- eine Etappe Murcia-Rundfahrt

1990
- eine Etappe Route du Sud

1991
- eine Etappe Circuit Cycliste Sarthe

## Bekannte ehemalige Fahrer
- Andrea Tafi (1989)
- Daniel Wyder (1989)
- Roberto Gaggioli (1989)
- Franck Pineau (1991)
- Vincent Lavenu (1991)